# Jürgen Utrata
Jürgen Utrata (* 21. Juni 1974 in Kirchhellen) ist ein deutscher Fachbuchautor und Verleger. Er ist Gründer und Inhaber des Utrata Fachbuchverlages in Gelsenkirchen-Scholven und veröffentlicht Bücher und Lehrmaterialien im Bereich Spedition und Logistik.

## Leben
Jürgen Utrata wuchs in Gladbeck, im Stadtteil Alt-Rentfort, als jüngstes Kind einer katholisch geprägten Bergmannsfamilie auf. Er besuchte die Josefschule Katholische Grundschule in Gladbeck i. W., die Anne-Frank-Realschule in Gladbeck i. W. sowie die Berufsfachschule für Wirtschaft und Verwaltung in Gladbeck i. W. Er studierte Wirtschaftswissenschaft an der neu gegründeten Fachhochschule Gelsenkirchen, musste diese aber aufgrund des frühen Todes beider Elternteile vorzeitig verlassen. Er erlernte Kaufmann für Spedition und Logistikdienstleistung und Ausbilder. Bis 2012 arbeitete er in Betrieben der Speditions- und Logistikbranche als Gefahrgut-Fahrer mit Spezialisierung auf Stoffe der Klasse 1 (Explosivstoffe) sowie Klasse 7 (Radioaktive Stoffe), als auch in der Personenbeförderung (Linien- und Reisebusfahrer). Des Weiteren sammelte er Erfahrungen als Disponent und in der Fuhrpark-Leitung.

## Tätigkeit als Fachbuchautor
Seit 2012 arbeitet er als freiberuflicher Fachbuchautor für den U-Form Verlag Hermann Ulrich GmbH & Co. KG in Solingen. Dort sind seitdem Werke, im Besonderen zum Bereich der Spedition und Logistik, erschienen. Seine dort publizierten Lernkarten sind auch in Kooperation mit dem Lernsystemanbieter Repetico – The Social Learning Network – aus Frankfurt am Main als elektronische Lernkarten, also als Lernkartei-Software, erschienen.

## Tätigkeit als Verleger
2012 gründete er in Gelsenkirchen, im Stadtteil Scholven, den Utrata Fachbuchverlag als Eigenverlag, der sich auf deutsch-englische Fachwörterbücher für Beruf und Aus-, Weiter- und Fortbildung sowie Studium und Umschulung spezialisiert hat. Seine Fachwörterbücher sind als Longseller zu betrachten. Einige seiner Werke haben im deutschsprachigen Raum ein Alleinstellungsmerkmal inne. Alle seine Fachwörterbücher erscheinen auch jeweils als E-Book im PDF-, ePUB- und Amazon Kindle MOBI-Format. In Kooperation mit dem Vokalbeltraineranbieter phase6 aus Aachen sind alle Fachwörterbücher auch als elektronische Lernkarten erschienen. Der Utrata Fachbuchverlag war damit der erste Fachbuchverlag in Deutschland, der alle seine Bücher in allen gängigen Formaten herausgebracht hat und einer der ersten deutschsprachigen Fachbuchverlage, der seine elektronischen Werke ausschließlich mit dem E-Book-Wasserzeichen-Verfahren des Fraunhofer-Institutes für Sichere Informationstechnologie ausgestattet hat. In digitaler Form sind alle Fachwörterbücher u. a. auch bei Google Books verfügbar.

## Veröffentlichungen
- Utrata Fachwörterbuch: Binnenschifffahrt. Utrata Fachbuchverlag, Gelsenkirchen 2012, ISBN 978-3-944318-05-9
- Utrata Fachwörterbuch: Büro. Utrata Fachbuchverlag, Gelsenkirchen 2012, ISBN 978-3-944318-04-2
- Utrata Fachwörterbuch: Eisenbahnverkehr. Utrata Fachbuchverlag, Gelsenkirchen 2012, ISBN 978-3-944318-03-5
- Utrata Fachwörterbuch: Gefahrgut. Utrata Fachbuchverlag, Gelsenkirchen 2012, ISBN 978-3-944318-02-8
- Utrata Fachwörterbuch: Geographie. Utrata Fachbuchverlag, Gelsenkirchen 2014, ISBN 978-3-944318-28-8
- Utrata Fachwörterbuch: Logistik. Utrata Fachbuchverlag, Gelsenkirchen 2012, ISBN 978-3-944318-18-9
- Utrata Fachwörterbuch: Seeschifffahrt. Utrata Fachbuchverlag, Gelsenkirchen 2012, ISBN 978-3-944318-01-1
- Utrata Fachwörterbuch: Straßenverkehr. Utrata Fachbuchverlag, Gelsenkirchen 2014, ISBN 978-3-944318-32-5
- Utrata Fachwörterbuch: Zoll und Außenhandel. Utrata Fachbuchverlag, Gelsenkirchen 2012, ISBN 978-3-944318-00-4
- Kaufmann/-frau für Spedition und Logistikdienstleistung. Prüfungstrainer IHK-Abschlussprüfung. U-Form Verlag, Solingen 2016, ISBN 978-3-88234-402-8
- Kaufmann/-frau für Spedition und Logistikdienstleistung. Lösungserläuterungen zur IHK-Abschlussprüfung. U-Form Verlag, Solingen (Periodisch halbjährlich erscheinende Werke zu den IHK-Abschlussprüfungen von Sommer 2012 bis Sommer 2017) – Anzahl der Gesamtveröffentlichungen: bisher 13 Werke
- Kaufmann/-frau für Spedition und Logistikdienstleistung. Lernkarten-Modul Verkehrsträgerübergreifendes Fachwissen. U-Form Verlag, Solingen 2016, ISBN 978-3-95532-404-9
- Kaufmann/-frau für Spedition und Logistikdienstleistung. Lernkarten-Modul Kaufmännische Steuerung und Kontrolle. U-Form Verlag, Solingen 2016, ISBN 978-3-95532-405-6
- Lernkarten Rechnungswesen Berufsübergreifendes Basiswissen für kaufmännische Berufe. U-Form Verlag, Solingen 2016, ISBN 978-3-95532-860-3